# Die letzte Schlacht (1965)
Die letzte Schlacht (Alternativtitel: Panzerschlacht in den Ardennen, Originaltitel: Battle of the Bulge) ist ein US-amerikanischer Kriegsfilm von Ken Annakin aus dem Jahre 1965 mit Henry Fonda und Robert Shaw in den Hauptrollen.

## Handlung
Winter 1944. Der Zweite Weltkrieg steht scheinbar kurz vor seinem Ende und die amerikanischen Soldaten hoffen, an Weihnachten wieder zu Hause zu sein. Doch die Annahme erweist sich als falsch, denn das Deutsche Reich hat sich noch nicht geschlagen gegeben und bereitet in den Ardennen eine große Offensive mit starken Panzer- und Infanterieverbänden vor. Den Deutschen gelingt zunächst der Durchbruch durch die gegnerischen Linien. Die völlig überraschten Amerikaner befinden sich auf dem Rückzug und können die Verteidigung einiger kleinerer Städte und Ortschaften nur mit Mühe organisieren. Das führt zur erfolgreichen Überquerung einer intakten Brücke, die vorher von deutschen Fallschirmjägern (in GI-Uniformen) gesichert wurde. Doch schon bald gibt es auf deutscher Seite Probleme mit der Treibstoffversorgung und der Vorstoß kommt nach und nach zum Erliegen. Da die Deutschen jedoch über keine Reserven verfügen, sind sie auf die Vorräte des Feindes angewiesen. Der fanatische Oberst Hessler fasst daher den Entschluss, mit einigen wenigen noch fahrtüchtigen Panzern ein feindliches Treibstofflager zu erobern und somit den Angriff weiter voranzutreiben.

## Kritiken
„Überlanger, technisch perfekter Schlachtbericht voller historischer und kriegstechnischer Ungenauigkeiten, mit klischeehaften Handlungselementen angereichert. Vereinzelte kritische Akzente vermögen die militaristische Grundhaltung nicht zu überdecken.“

„Die deutsche Ardennen-Offensive [...] in amerikanischer Auswahl und frei nach den historischen Vorgängen. Überdurchschnittlich nur in Länge, Ausstattung und Farben, sonst voller Klischees und Unwahrscheinlichkeiten. Überflüssig.“

## Hintergrund
- Der Film von Warner Bros. wurde in Ultra Panavision aufgenommen.
- Die Außenaufnahmen wurden in der Sierra de Guadarrama gedreht, andere Teile des Films entstanden in Madrid.
- Für die Panzerszenen wurden ausschließlich US-amerikanische Fahrzeuge verwendet: Die deutschen Königstiger wurden durch M47-Panzer dargestellt, die amerikanischen M4 Sherman durch aufgerüstete leichte Panzer vom Typ M24 Chaffee.
- Mit Ausnahme der Rollen von Robert Shaw und Ty Hardin wurden die deutschen Charaktere von Deutschen gespielt.
- Der deutsche Panzerkommandant Meinrad von Lauchert, der selbst an der Ardennenoffensive teilgenommen hatte, wirkte bei der Produktion als technischer Berater mit.
- Dwight D. Eisenhower, im Zweiten Weltkrieg Oberbefehlshaber der alliierten Streitkräfte in Nordwesteuropa, kritisierte den Film auf einer Pressekonferenz als historisch inkorrekt.[3]
- In der ursprünglichen deutschen Fassung wurden die Erschießung amerikanischer Kriegsgefangener („Malmedy-Massaker“) und die darauf aufbauenden Handlungsstränge nicht gezeigt. Diese wurden mittlerweile (Stand 2014) neu synchronisiert und in die aktuellen DVD-Versionen des Filmes integriert.

## Auszeichnungen
- 1966: Golden-Globe-Nominierung: Bester Nebendarsteller
- 1966: Golden-Globe-Nominierung: Beste Filmmusik